# Robert Fiedler
Robert Fiedler (* 25. August 1905 in Bremerhaven-Wulsdorf; † 5. Oktober 1974 in Loxstedt) war ein deutscher Politiker (SPD).
Fiedler besuchte bis 1920 die Volksschule und war danach für vier Jahre in der Landwirtschaft tätig. Darauf folgte eine Beschäftigung in der Industrie, vor allem auf Schiffswerften. Im Jahr 1935 war er bei der Deschimag im Werk Seebeck in Wesermünde tätig. Ab 1950 war er hauptamtlicher Betriebsratsvorsitzender und übernahm im Jahr 1954 die Vertretung der Belegschaft im Aufsichtsrat der AG Weser.
Fiedler wurde zum Abgeordneten des Niedersächsischen Landtages in der 4. Wahlperiode vom 6. Mai 1959 bis 5. Mai 1963 gewählt.

## Quelle
- Barbara Simon: Abgeordnete in Niedersachsen 1946–1994. Biographisches Handbuch. Hrsg. vom Präsidenten des Niedersächsischen Landtages. Niedersächsischer Landtag, Hannover 1996, S. 96.

| Personendaten    | Personendaten                  |
| ---------------- | ------------------------------ |
| NAME             | Fiedler, Robert                |
| KURZBESCHREIBUNG | deutscher Politiker (SPD), MdL |
| GEBURTSDATUM     | 25. August 1905                |
| GEBURTSORT       | Bremerhaven-Wulsdorf           |
| STERBEDATUM      | 5. Oktober 1974                |
| STERBEORT        | Loxstedt                       |